# Giuseppe Alessandrini (compositore)
Giuseppe Alessandrini (Sogliano Cavour, 14 novembre 1923 – Verona, 26 ottobre 2016) è stato un compositore italiano.
Diplomato in Pianoforte e in Strumentazione per Banda, frequenta corsi di direzione d’orchestra con Paul van Kempen all’Accademia Chigiana di Siena. Studia a Verona con Franco Donatoni e si diploma quindi in Composizione e in Musica Corale e Direzione di Coro. 
La sua attività artistica si esplica in varie direzioni: è compositore, pianista e direttore d’orchestra, maestro di sala e direttore musicale di palcoscenico. Collabora per molti anni con l’Ente Lirico Arena di Verona e altri teatri lirici italiani ed europei. 
Ha  diretto inoltre la banda "Città di Verona", portandola, tra gli altri successi, alla vittoria del primo premio al Concorso Internazionale "Città di Merano" per bande musicali nel 1960.
È stato titolare fino al 1994 della cattedra di Armonia e Contrappunto presso il Conservatorio “F. E. Dall’Abaco” di Verona.
La sua musica è edita da Bèrben, Ut Orpheus, Zanibon, Eridania. 
La sua figura di compositore trova citazione nell’Enciclopedia Italiana dei Compositori Contemporanei. 
Suoi articoli e saggi di interesse musicale sono apparsi su diverse riviste letterarie.
Nella sua opera compositiva, destinata a varie formazioni orchestrali, cameristiche e corali, una particolare attenzione è stata rivolta al pianoforte, all'arpa e agli strumenti a fiato.

## Opere
- Missa duarum vocum aequalium cum organo (1950)
- Variazioni contrappuntistiche (1965)
- Movimento per oboe e pianoforte (1968)
- Solo (1974)
- Solivour per pianoforte (1974)
- Sequenza '77 per arpa (1977)
- Variazioni per quartetto di ottoni e percussioni (1979)
- Sei piccoli pezzi per pianoforte, versione per 9 strumenti a fiato e percussioni (1981)
- Sei piccoli pezzi per pianoforte, versione per orchestra (1982)
- Jest per pianoforte (1982)
- Piccola suite per arpa (1983)
- Due movimenti per sestetto di ottoni (1983)
- For children per 13 ottoni e percussioni (1984)
- Christmas fantasia per ottoni, organo e campane (1986)
- Flhar per flauto e arpa (1987)
- Invenzione e fuga per flauto, oboe, clarinetto, fagotto (1991)
- Phasen per clarinetto solo (1992)
- Systems per quartetto di clarinetti (1992)
- Else per doppio trio e marimba (1993)
- Systems per orchestra d'archi (1994)
- Une fleur per violino e arpa, e per due arpe (1994)
- Rete di sole per quartetto di flauti (1995)
- Rete di sole (Modal song) per oboe, quintetto d'archi, vocalizzo soprano e organo (1995)
- Il canto lontano per orchestra (1996)
- Alfin sereno - sette pezzi per quartetto di sassofoni (1997)
- Cinque pezzi per quartetto di sassofoni (1997)
- Sonata per arpa (1998)
- Eco infinita per voce recitante, quartetto di flauti e tam-tam (1998)
- 8 Pezzi facili per arpa (2000)
- Flhar n. 2 per flauto e arpa (2001)
- Trascrizione per orchestra da camera del secondo tempo della Sonata per arpa (2001)
- 2 Canoni - n.1 per pianoforte, n.2 per arpa o clavicembalo (2004)
- Canoni n. 3, n. 4 e n. 5 per pianoforte
- Piccoli pezzi lirici per arpa (2014)
- Salve Regina
- Salve Regina 2, per orchestra d'archi, oboe, coro misto e organo
- Romanza senza parole n. 1 per orchestra d'archi, oboe e organo
- Romanza senza parole n. 2 per orchestra d'archi, oboe e organo
- Melodia canonica per oboe, orchestra d'archi e organo

## Discografia
- Due movimenti per sestetto di ottoni, Terzo Festival Internazionale di Ottoni (LP Cassa di Risparmio di Verona, 1989)
- Christmas fantasia per ottoni, organo e campane, (CD "Eridania", 1995)
- Systems per quartetto di clarinetti, Namaste Clarinet Quartet, (CD "Eridania", 1998)
- Phasen per clarinetto solo, Namaste Clarinet Quartet, (CD "Eridania", 1998)
- Solo per arpa, Arpa in concerto, (CD "La Bottega Discantica" 65, 1999)
- Une fleur per arpa, Arpa e Organo in concerto, (CD "La Bottega Discantica" 261, 2012)